# Edd Byrnes
Edd Byrnes, nome d'arte di Edward Breitenberger (New York, 30 luglio 1933 – Santa Monica, 8 gennaio 2020), è stato un attore statunitense.

## Biografia
Orfano di padre a 13 anni, iniziò la carriera a metà degli anni cinquanta, raggiungendo la notorietà con il ruolo di Kookie nella serie televisiva Indirizzo permanente, di cui interpretò 137 episodi dal 1958 al 1963. Aspirante investigatore privato e amante del rock and roll, Kookie rappresentò l'elemento comico della serie, diventando popolarissimo presso il pubblico statunitense.
Alla metà degli anni sessanta, Byrnes visse una breve parentesi artistica in Italia, dove interpretò 2 spaghetti western, 7 winchester per un massacro (1967) e Vado... l'ammazzo e torno (1967), entrambi di Enzo G. Castellari.
Nel 1962 sposò l'attrice Asa Maynor, da cui ebbe un figlio, Logan. La coppia divorziò nel 1971 per cause imputabili alla dipendenza di Byrnes da alcol e droga.
Nel 1999 Byrnes si ritirò dalle scene dopo essere apparso in tre episodi della serie La signora in giallo. Morì a 86 anni nel 2020, per cause naturali, nella sua casa di Santa Monica.

## Filmografia parziale

### Cinema
- Commandos (Darby's Rangers), regia di William A. Wellman (1958)
- Vertigine (Marjorie Morningstar), regia di Irving Rapper (1958)
- Testimone oculare (Girl on the Run), regia di Richard Bare (1958)
- Quota periscopio (Up Periscope), regia di Gordon Douglas (1959)
- La guida indiana (Yellowstone Kelly), regia di Gordon Douglas (1959)
- 5 per la gloria (The Secret Invasion), regia di Roger Corman (1964)
- 7 winchester per un massacro, regia di Enzo G. Castellari (1967)
- Vado... l'ammazzo e torno, regia di Enzo G. Castellari (1967)
- Professionisti per un massacro, regia di Nando Cicero (1967)
- Wicked, Wicked, regia di Richard L. Bare (1973)
- Stardust: Una stella nella polvere (Stardust), regia di Michael Apted (1974)
- Grease - Brillantina (Grease), regia di Randal Kleiser (1978)
- In campeggio a Beverly Hills (Troop Beverly Hills), regia di Jeff Kanew (1989)

### Televisione
- Wire Service – serie TV, episodio 1x11 (1956)
- Crossroads – serie TV, episodio 2x01 (1956)
- Navy Log – serie TV, episodio 2x12 (1957)
- Telephone Time – serie TV, episodio 2x31 (1957)
- Maverick – serie TV, 3 episodi (1957-1960)
- Sugarfoot – serie TV, episodio 2x01 (1958)
- Indirizzo permanente (77 Sunset Strip) – serie TV, 137 episodi (1958-1963)
- Hawaiian Eye – serie TV, episodi 2x13-3x36 (1960-1962)
- Surfside 6 – serie TV, episodio 2x32 (1962)
- L'ora di Hitchcock (The Alfred Hitchcock Hour) – serie TV, episodio 2x18 (1964)
- La legge di Burke (Burke's Law) – serie TV, episodio 2x24 (1965)
- Mr. Roberts (Mister Roberts) – serie TV, episodio 1x23 (1966)
- Honey West – serie TV, episodio 1x27 (1966)
- Il virginiano (The Virginian) – serie TV, episodio 9x16 (1971)
- Charlie's Angels – serie TV, episodio 5x06 (1981)
- Fantasilandia (Fantasy Island) – serie TV, 4 episodi (1978-1982)
- La grande lotteria ($weepstake$) – serie TV, 9 episodi (1979)
- La signora in giallo (Murder, She Wrote) – serie TV, episodi 6x14-9x10-12x09 (1990-1995)

## Doppiatori italiani
- Massimo Turci in Commandos, 5 per la gloria
- Corrado Pani in  La guida indiana
- Giancarlo Maestri in 7 winchester per un massacro
- Pino Locchi in Vado... l'ammazzo e torno
- Cesare Barbetti in Professionisti per un massacro
- Dario Penne in Grease (ed. 1978)
- Saverio Moriones in In campeggio a Beverly Hills